# Chthonerpeton indistinctum
Chthonerpeton indistinctum es una especie de anfibio gimnofione de la familia Caeciliidae.
Habita en la zona centrooriental de Argentina (sobre todo en la parte correspondiente a la cuenca del Paraná, en el estado de Santa Catarina (Brasil), en el departamento de Itapúa (Paraguay) y en los departamentos de Canelones, Colonia, Durazno, Maldonado, Montevideo, Rocha y San José (Uruguay). 
Se halla a una altitud de 20 a 1000 m s. n. m.
Sus hábitats naturales incluyen bosques templados, ríos, pantanos, marismas de agua dulce, corrientes intermitentes de agua dulce, pastos, zonas de irrigación, tierras agrarias inundadas en algunas estaciones y canales y diques.
La pérdida de su hábitat natural constituye una seria amenaza para las poblaciones de esta especie. 